# Канадайс (озеро)
Канадайс (англ. Canadice Lake) — самое маленькое из озёр Фингер, расположенных в западной части штата Нью-Йорк. Озеро расположено в 48 км к югу от Рочестера. Название происходит от ирокезского слова ska-ne-a-dice, означающего «длинное озеро».

## Описание
Озеро размером 4,8 км и 0,48 км в ширину в самой широкой его точке. Площадь поверхности озера составляет 2,63 км², максимальная глубина — 29 м.
Канадайс является источником пресной воды в Рочестере. Для защиты качества воды на берегу запрещается строить дома, а длина лодок ограничена 5,2 м, а двигатель не должен быть мощнее 10 лошадиных сил. Плавание, кемпинг и загрязнение воды запрещается. Раньше для рыбалки или катания на лодках по озеру требовалось разрешение, но система разрешений была отменена.

## Туризм

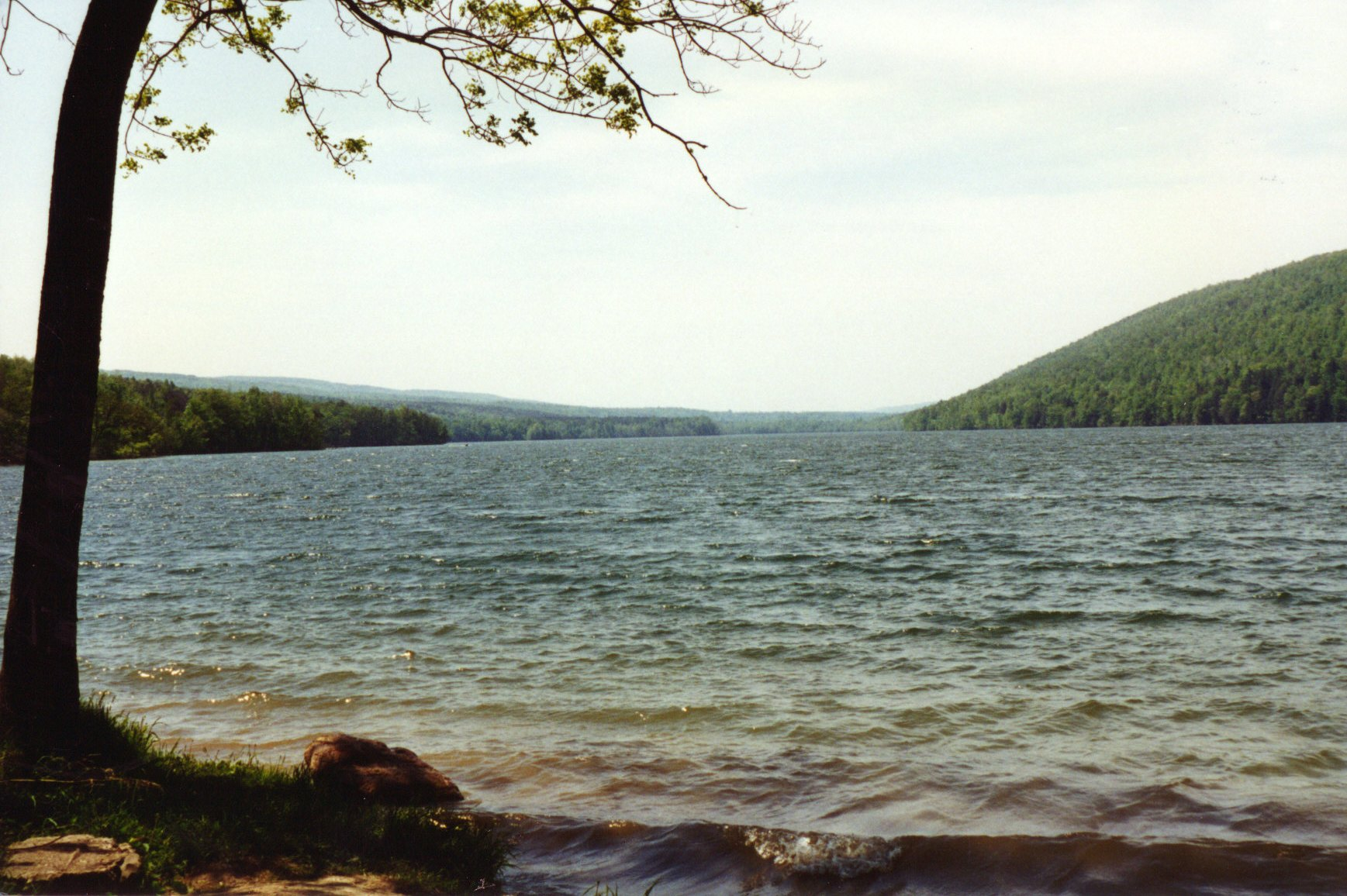
Канадайс в 1997

В озере есть несколько видов рыбы для любительской рыбалки, в том числе озерная форель, кумжа и микижа. Все три вида ежегодно запускаются в озере Министерством охраны окружающей среды штата Нью-Йорк. Время от времени также запускается атлантический лосось